# Paolo Giordano
Paolo Giordano (Turim, 19 de dezembro de 1982), é um escritor italiano vencedor do Prêmio Strega 2008 com sua primeira novela, A solidão dos números primos.

## Biografia
Paolo Giordano vive em San Mauro Torinese, a sua terra de origem. Seu pai, Bruno, é ginecólogo, enquanto sua mãe, Iside, é professora de inglês; Tem uma irmã mais velha. Em 2001 licenciou-se com uma qualificação excepcional (100/100) no liceu científico estatal Gino Segré de Turín. Finalizou sua licenciatura (laurea especialistica, grau universitário italiana) em Física das interacções fundamentais, graduando-se cum laude na Universidade de Turim com uma tese considerada das melhores. Obteve uma bolsa para realizar um doutoramento em física de partículas na Escola de Doutoramentos em Ciência e Alta tecnologia da mesma institutição. Tem pesquisado as propriedades do quark fundo num projecto cofinanciado pelo Instituto Nacional de Física Nuclear de Itália, e em particular, a descomposição inclusiva do mesón B no canal semileptónico e radiativo.
Chegou à fama com a publicação de sua primeira novela, A solidão dos números primos (2008), que ganhou nesse mesmo ano os prêmios Campiello de melhor opera prima, Fiesole de narrativa de autores menores de 40 e o Strega, convertendo-se aos 26 anos no escritor mais jovem a ter vencido este último reconhecimento literário. Segundo Tuttolibri, o suplemento cultural do diário La Stampa, foi o livro mais vendido em Itália em 2008, com mais de um milhão de cópias. A novela sobre Mattia e Alice — que, como explica Giordano, eram dois números primos gémeos, sozinhos e perdidos, juntos mas não o bastante para cobrir a verdade— foi levada ao cinema em 2010 pelo director Saverio Costanzo; o papel de Mattia foi interpretado por Luca Marinelli na sua estreia no ecrã grande, enquanto de Alice foi interpretado pela florentina Alba Rohrwacher.
Após este sucesso, publicou El cuerpo humano (2012) e Il nero e l’argento (2014; traduzida ao espanhol com o título de Como da família).
Entre 2006-2007, Giordano frequentou dois cursos externos da Escola Holden, onde conheceu a Raffaella Lops, que posteriormente se converteu em seu agente e editora.
Tem uma secção na revista Gioia, onde escreve relatos curtos tomando como ponto de partida uma notícia de actualidade e um número. Depois de visitar em 2006 um projecto de Médicos Sem Fronteiras em Kinshasa, na República Democrática do Congo, onde a organização assiste doentes de Aids e prostitutas do bairro de Masina, escreveu o relato Mundele (o alvo), apresentado a 16 de maio de 2008 em Milão.
Tem assistido a diversos festivais, entre eles ao Hay enCartagena 2010; em 2010-2012 esteve como escritor com o exército italiano em Afeganistão;  foi jurado do Festival da Canção de San Remo 2013; suas obras têm sido traduzidas a vários idiomas.

## Obras

### Romances
- A solitudine dei numeri primi, 2008 — A solidão dos números primos, trad.: Juan Manuel Salmerón Arjona; Salamandra, Barcelona, 2009
- Il corpo umano, 2012 — O corpo humano, trad.: Patricia Orts; Salamandra, Barcelona[16]
- Il nero e l’argento, 2014 — Como da família, trad.: Carlos Maior, Salamandra, Barcelona[17]

### Relatos
- A pinna caudale, Nuovi Argomenti, n. 41, janeiro-março de 2008.
- Vitto in the box, Il correr della letteratura, 12 de junho de 2008.
- A mestre Gisella, Gioia, junho de 2008.
- Sono nozze dá vedere. Così ti sposi anche teu, Gioia, junho de 2008.
- Piange il telefono, davanti alla voglia dei Aida a ballerina, Gioia, julho de 2008.
- Sui ghiacci do Nanga Parbat, Gioia, julho de 2008.
- Il mare a Torino, Gioia, agosto de 2008.
- Sotto il grembiule um mondo dá scoprire, Gioia, setembro de 2008.
- Operazione Scamarcio, Gioia, setembro de 2008.
- L'uomo che dà um'anima ai sassofoni, A Stampa, 29 de outubro de 2008.
- Mundele, em Mondi ao limite, Feltrinelli, novembro de 2008.
- Lhe macchie dei sangue sui termosifoni della Diaz se possono lavar ma non se cancellano, Gioia, novembro de 2008.
- Il principe non meu faceva più ridere, Gioia, janeiro de 2009.
- Papi, ho fatto um pasticcio: Diventerò Papà, Gioia, fevereiro de 2009.
- Quando scopri che a vita sta tutta dentro um scatolone, Gioia, março de 2009.
- Il grau nove sulla scala Mercalli do dolore, Gioia, abril de 2009.

### Publicações científicas.
- Paolo Gambino, Paolo Giordano, Giovanni Ossola, Nikolai Uraltsev, Inclusive semileptonic B decays and the determination of |Vub|, Journal of High Energy Physics, n. 10, outubro de 2007, p. 58.
- Paolo Giordano, Inclusive semileptonic B decays and the determination of |Vub|, Journal of Physics: Conference Séries, v. 110, 30 de junho de 2008.
- Paolo Gambino, Paolo Giordano, Normalizing inclusive rare B decays, Physics Letter B, maio de 2008.